# Anoditica autopa
Anoditica autopa är en fjärilsart som beskrevs av Edward Meyrick 1938. Anoditica autopa ingår i släktet Anoditica och familjen plattmalar. Inga underarter finns listade i Catalogue of Life.